# ライフサイクルコスト
ライフサイクルコスト（life-cycle cost）とは、製品や構造物などの費用を、調達・製造〜使用〜廃棄の段階をトータルして考えたもの。訳語として生涯費用ともよばれ、英語の頭文字からLCCと略す。
製品や構造物などの企画、設計に始まり、竣工、運用を経て、修繕、耐用年数の経過により解体処分するまでを建物の生涯と定義して、その全期間に要する費用を意味する。建物以外には土木構造物（橋梁、舗装、トンネル）等にも適用されている。
費用対効果を推し量るうえでも重要な基礎となり、初期建設費であるイニシャルコストと、エネルギー費・保全費・改修費・更新費などのランニングコストにより構成される。
ライフサイクルコストの低減を図るには、企画・計画段階から全費用を総合的に検討することが必要といわれる。
製品や構造物等を低価格で調達、製造することが出来たとしても、それを使用する期間中におけるメンテナンス（保守・管理）、保険料、長期的な利払い、廃棄時の費用までも考慮しないと、総合的にみて高い費用となることから生まれた発想。イニシャルコストのみならず、ランニングコストを含めた総合的な費用の把握は、近年における経営意思決定の常識となっている。

## 導入後にライフサイクルコストが変化する例
建築物など長期間にわたり使用するものは、外的要因や有害物質の定義づけ、環境意識の変化により、導入当初には想定外の費用が掛かることもある。使用期間が長いほどライフサイクルコストの計算には誤差が生じる可能性は高くなる。

### 外的要因の例
- 設計、指示書の記載ミスによるメンテナンス費用の増大
- 使用頻度や使用環境の見込み違いによる減価償却期間のずれ
- オイルショックによる燃料価格の高騰
- 最終処分場の減少等に伴う有害廃棄物処理コストの増加
- 環境意識の高まりによる浄化装置などの取り付けや早期の交換

### 大量使用後に有害とされた物質の例
- DDT（殺虫剤）
- PCB（電気器具の絶縁体）
- ダイオキシン（除草剤）
- カドミウム（配線被覆に用いられる赤色塗料）
- アスベスト（耐熱、防音材）